# Харламов, Михаил Павлович
Михаил Павлович Харламов (1953, Сталино — 2015) — советский и российский учёный, доктор физико-математических наук, профессор. Почётный работник высшего профессионального образования Российской Федерации.

## Биография
Родился в 1953 году в городе Донецке (Украинская ССР). Школьное образование получил в Академгородке Новосибирска, далее поступил на механико-математический факультет МГУ им. М. В. Ломоносова, который окончил с отличием в 1974 году.
После окончания университета поступил в аспирантуру, которую окончил в 1977 году.
В своей научной деятельности опирался на труды советских математиков А. Н. Колмогорова, В. М. Алексеева, и американского математика С.Смейла.
В 1978 году защитил кандидатскую диссертацию по теме «Исследование качественных свойств динамических систем с симметриями».
После получения научной степени работал преподавателем в Донецком государственном университете, продолжал заниматься научной деятельностью.
В 1979 году ему была присуждена медаль АН УССР с премией для молодых ученых.
В период с 1982 по 1990 годы преподавал в Волгоградском государственном университете, занимал должность декана математического факультета, а также проректор по научной работе.
В 1983 году в МГУ защитил докторскую диссертацию по теме «Геометрические методы в динамике твердого тела».
С 1990 по 1999 годы работал в академии наук сначала СССР а потом Российской Федерации, занимал должность заведующего лабораторией в Институте проблем точной механики и управления РАН.
С 1999 года возглавлял кафедру информационных систем и математического моделирования в Волгоградской академии государственной службы.

## Научные интересы
Научные интересы Харламова были сосредоточены в области аналитической механики, теории динамических систем, вполне интегрируемых гамильтоновых систем, компьютерного моделирования динамики. Является автором нового метода вычисления ориентации вращающихся тел на основе неголономных характеристик. Является автором более 100 научных работ, учебных пособий и монографий.
Являлся членом Американского математического общества, с 2011 года входил в состав Национального комитета Российской Федерации по теоретической и прикладной механике.

## Избранные научные труды
- Харламов М. П., Хохлов О.I. Оператори, припустимi дiнамичними рiвняннями теорii пружностi // Доповiдi АН УРСР. — 1972. — № 11. — С. 1005—1007.
- Харламов М. П. К задаче n твердых тел // Механика твердого тела. — 1977. — № 9. — С. 86-99.
- Харламов М. П. О построении аксоидов пространственного движения твердого тела // Механика твердого тела. — 1980. — № 12. — С. 3-8.
- Харламов М. П. Об одном классе движений волчка Ковалевской // Механика твердого тела. — 1985. — № 17. — С. 28-34.
- Richter P.H., Kharlamov M.P., Dullin H. Action integrals for ellipsoidal billiards // Z.Naturforsch. — 1995. — 50A. — P. 1001—1018.
- Харламов М. П. Бифуркационная диаграмма обобщения 4-го класса Аппельрота // Механика твердого тела. — 2005. — № 35. — С. 38-48.
- Харламов М. П. Топологический анализ и булевы функции. II. Приложения к новым алгебраическим решениям // Нелинейная динамика. — 2011. — 7, 1. — С. 25-51.